# Trasacco
Trasacco là một đô thị thuộc tỉnh L'Aquila trong vùng Abruzzo của Ý. Ý. Đô thị này có diện tích 51 km², dân số tại thời điểm 31/12/2004 là 6120 người. Các đô thị giáp ranh gồm:
Avezzano, Celano, Civita d'Antino, Collelongo, Luco dei Marsi, Ortucchio, Pescina, San Benedetto dei Marsi